# José Paredes Gimeno
José Paredes Gimeno (Albal, 1 de febrer de 1933 - Albal, 15 de febrer de 1992) fou un futbolista valencià de les dècades de 1950 i 1960.

## Trajectòria
Començà la seva carrera al CF Gandia, d'on passà al Llevant UE, club realitzà brillants campanyes, que el portaren a ser internacional amb la selecció espanyola B. Fou pitxitxi de Segona Divisió a la seva darrera temporada al club granota. L'any 1960 fitxà pel València CF, essent titular la primera temporada i disposant de menys minuts la segona. En aquesta darrera fou campió de la Copa de Fires. El 1962 fitxà pel RCD Espanyol, en una operació que portà José Sastre Sanz al València. La primera temporada al club fou a Segona Divisió, assolint l'ascens a Primera, essent titular en 21 partits. La segona temporada només en jugà 5, fou cedit a la UE Sants, i acabada la mateixa abandonà l'entitat per fitxar pel Calvo Sotelo CF. Finalitzà la seva carrera a la SD Sueca.
El camp de futbol d'Albal duu el seu nom.

## Palmarès
- Copa de Fires:
  - 1961-62